# Gervais Nyangoma
Gervais Nyangoma (Provincia de Bururi, 1937 - Buyumbura, 28 de octubre de 1965) fue un político y diplomático burundés.

## Primeros años
Nació en 1937, en la provincia de Bururi, al sur de la entonces colonia belga de Ruanda-Urundi. Étnicamente hutu, asistió al Groupe Scolaire de Astrida entre 1952 y 1958, donde fue intimidado por algunos estudiantes tutsis debido a su origen étnico. Como resultado de esto, se mantuvo reservado y se centró en sus estudios, en los que destacó. En 1959 se matriculó en la Université de l'Etat à Elisabethville (Actual Universidad de Lubumbashi) en el Congo Belga, en la carrera de ciencias comerciales. De 1960 a 1962 asistió a la Universidad Libre de Bruselas (Bélgica), de donde se graduó con una licencia (Maestría en Artes), en ciencias comerciales. Mientras estuvo allí se afilió vagamente al Círculo Patrice Lumumba, una organización estudiantil de izquierda, ganándose una reputación como extremista de izquierda en Burundi.

## Carrera
En 1963, fue contratado para trabajar como Consejero en la Embajada de Burundi en Bélgica. Poco después, el Ministerio de Relaciones Exteriores lo trasladó a la misión en las Naciones Unidas, en Nueva York (Estados Unidos). El Ministro de Relaciones Exteriores, Lorgio Nimubona, se opuso abiertamente a concederle una embajada. Tras la muerte del ministro en un accidente aéreo, el primer ministro de Burundi, Pierre Ngendandumwe, lo nombró Embajador ante las Naciones Unidas en octubre de 1963. En febrero de 1965, tras el asesinato del primer ministro Ngendandumwe, fue llamado de regreso a Burundi y nombrado jefe de gabinete del primer ministro Joseph Bamina. Se afilió al Partido del Pueblo (PP), un partido dominado por los hutus que participó en las elecciones generales de mayo de 1965, convocadas tras la crisis política que causó la muerte de Ngendandumwe. Mientras tanto, el Rey Mwambutsa IV entró cada vez más en conflicto con el gobierno parlamentario. El 1 de julio de 1965, tercer aniversario de la independencia de Burundi, pronunció un discurso en el estadio Rwagasore en el que acusó a la corona de crear «inestabilidad gubernamental, anarquía administrativa y caos político». Pidió «un nuevo partido, una nueva economía y un nuevo Estado».
Mientras se discutía la creación de un nuevo gobierno tras las elecciones, en que los hutus obtuvieron la mayoría de escaños en la Asamblea Nacional, Nyangoma se presentó como candidato a primer ministro, a pesar de no ser ni siquiera diputado, y con el apoyo de las mayorías hutus en el Parlamento. En agosto, el Rey rechazó considerarlo para el cargo, lo que sorprendió a los diputados hutus en la Asamblea; el candidato de los parlamentarios tutsis, el senador Thaddée Siryuyumunsi, también fue rechazado. En cambio, el 13 de septiembre, el Rey seleccionó a Léopold Biha, un ganwa (tutsi) de confianza asociado con su corte, para dirigir el gobierno. La instalación de Biha enfureció a muchos hutus y algunos tutsis extremistas.

## Muerte
A última hora de la noche del 18 de octubre de 1965, un grupo de soldados hutus intentaron un golpe de Estado, atacando el Palacio Real e hiriendo al primer ministro Biha; sin embargo, el golpe fracasó. Los restos del gobierno de Biha se dedicaron a reprimir a los autores del golpe y a presuntos colaboradores. Rápidamente, detuvieron a destacados políticos hutus, incluido Nyangoma. A pesar de la falta de pruebas concretas, el gobierno y sus agentes asumieron en general que Nyangoma había concebido el complot.
Fue inicialmente encarcelado, pero el 28 de octubre fue fusilado en el Estadio Rwagasore, a la edad de 28 años. Además de Nyangoma, también fueron ejecutados el presidente de la Asamblea Nacional Emile Bucumi, el vicepresidente de la Asamblea Nacional Paul Mirerekano, el senador Sylvestre Karibwami, el exministro de Economía Ignace Ndimanya, el jefe de gabinete del Ministerio de Economía Bernard Niyirikana y el presidente del PP, Pierre Burarume.